# چارلز بوکوفسکی
هاینریش چارلز بوکوفسکی (به انگلیسی: Henry Charles Bukowski) (زاده ۱۶ اوت ۱۹۲۰ – درگذشته ۹ مارس ۱۹۹۴) شاعر و داستان‌نویس آمریکایی متولد آلمان بود.
نوشته‌های بوکوفسکی به شدت تحت تأثیر فضای لس‌آنجلس، شهری که در آن زندگی می‌کرد قرار گرفت. او اغلب به عنوان نویسنده‌ی تأثیرگذارِ معاصر نام برده می‌شود و سبک او بارها تقلید شده‌است. بوکوفسکی، هزاران شعر، صدها داستان کوتاه، شش رمان و بیش از پنجاه کتاب نوشته و به چاپ رسانده‌است.
در سال ۱۹۸۶، مجله‌ی «تایمز» بوکوفسکی را «قهرمان فرودستان آمریکایی» نامید.

## زندگی
بوکوفسکی در سال ۱۹۲۰ در شهر آندرناخ آلمان در خانواده‌ی «هِنری کارل بوکوفسکی» زاده شد. مادرش، «کاترینا فِت» -که آلمانی‌ای اصیل بود- پدرش را که یک آلمانی-آمریکایی بود، پس از جنگ جهانی اول ملاقات کرده بود. پدربزرگِ پدری بوکوفسکی در آلمان زاده شده بود. پس از فروپاشی اقتصاد آلمان در پی جنگ جهانی اول، خانواده در سال ۱۹۲۳ به بالتیمور رفتند. در زبان انگلیسی، والدین بوکوفسکی او را به نام «هِنری» صدا می‌زدند؛ آنها تلفظ نام خانوادگیشان را نیز از Buk-ov-ski به Buk-cow-ski تغییر دادند. خانواده با پس‌انداز پول به حومه‌ی لس‌آنجلس -جایی که خانواده‌ی پدری بوکوفسکی زندگی می‌کردند- رفتند. در دوران کودکی بوکوفسکی، پدرش اغلب بیکار بود، و به باور بوکوفسکی بد دهن و بد رفتار بود. پس از دانش‌آموختگی از دبیرستان لس‌آنجلس، بوکوفسکی دو سال در دانشگاه شهر لس‌آنجلس دوره‌های هنر، روزنامه‌نگاری و ادبیات را گذراند.
در بیست و سه سالگی، داستان کوتاه «عواقب یک یادداشت بلندِ مردود» بوکوفسکی در مجله‌ی داستان به چاپ رسید. دو سال بعد، داستان کوتاه «۲۰ تشکر از کاسلدان» منتشر شد. بوکوفسکی یک‌دهه‌ای نوشتن را بخاطر دردسرهای روند انتشار رها کرد. در طول این ده‌سال او در لس‌آنجلس زندگی می‌کرد و نیز مدتی را در ایالات متحده سرگردان بود، به کارهای موقتی فرودست مشغول بود و در اتاقهای ارزان روزگار می‌گذراند. بوکوفسکی اوایل دهه‌ی پنجاه در اداره‌ی پست لس‌آنجلس به شغل نامه‌رسانی مشغول شد اما پس از دوسال‌ونیم آن شغل را رها کرد. در ۱۹۵۵ بخاطر زخم معده‌ای تقریباً وخیم بستری شد؛ پس از ترخیص از بیمارستان، شعرسرایی را آغاز کرد. در ۱۹۵۷ با شاعر و نویسنده «باربارا فیری» ازدواج کرد، ازدواجی که در ۱۹۵۹ به جدایی انجامید. فیری اصرار داشت که جدایی آنها هیچ ارتباطی با ادبیات ندارد، اگرچه او اغلب به‌طور مشکوکی می‌گفت چیره‌دستی بوکوفسکی در شاعری است. در پی این جدایی، بوکوفسکی دوباره شرابخواری را از سر گرفت و به سرایش شعر ادامه داد.
او به اداره‌ی پست لس‌آنجلس برگشت، جایی که ده‌سال‌پیش در آن کار می‌کرد. در ۱۹۶۴، دختری به نام مارینا لوییس بوکوفسکی از او و فرانس اسمیت به دنیا آمد. اسمیت و بوکوفسکی با هم زندگی می‌کردند اما هرگز ازدواج نکردند. بوکوفسکی برای مدت کوتاهی در توزان اقامت کرد؛ جایی که با «جان و جیپسی‌لو وب» دوست بود. آنها (جان و جیپسی‌لو) مجله‌ی ادبی The Outsider را منتشر می‌کردند و برخی از شعرهای بوکوفسکی را نیز چاپ کردند. آنها از بوکوفسکی «قلب من در دست او اسیر است» (۱۹۶۳) و «صلیب در دست مرگ» را در ۱۹۶۵ منتشر کردند. هزینه‌ی چاپ از قماربازی جان وب در لاس‌وگاس تامین می‌شد. در این مسیر بود که دوستی بوکوفسکی و فرانس داسکی آغاز شد؛ بحث می‌کردند و اغلب کار به زدوخورد می‌کشید. داسکی یکی از دوستان وب بود که اغلب مهمان خانه‌ی کوچک آنها در خیابان E. Elm بود و به کارهای چاپ می‌رسید.بوکوفسکی و داسکی مدتی را با هم در نیواورلئان بودند، جایی که جیپسی‌لو بعد از درگذشت جان وب سرانجام به آنجا برگشت. در ۱۹۶۹، پس از بستن قرارداد با انتشارات Black Sparrow Press و ناشر آن «جان مارتین» و داشتن حقوق مادام‌العمرِ ماهیانه ۱۰۰ دلار، بوکوفسکی کارش در اداره‌ی پست را رها کرد و به نوشتن حرفه‌ای تمام‌وقت پرداخت. او چهل و نه سالش بود. همانطور که در نامه‌ای در آن زمان شرح داده‌است: «من دو تا انتخاب دارم… در اداره‌ی پست بمونم و احمق بشم… یا بیرون از اینجا باشم و وانمود کنم که نویسنده‌ام و گرسنه باشم. من تصمیم گرفتم که گرسنه باشم.»؛ او کمتر از یک ماه پس از ترک اداره‌ی پست، نخستین رمانش به نام پستخانه را تمام کرد. از آنجا که بوکوفسکی بخاطر حمایت مالی مارتین و اعتمادش به او به عنوان یک نویسنده‌ی ناشناخته برای وی احترام زیادی قائل بود، تقریباً همه‌ی کارهای بعدی خود را با انتشارات Black Sparrow به چاپ رساند. در ۱۹۷۶، بوکوفسکی لیندا لی بِیلی را که صاحب یک رستوران غذای بهداشتی بود ملاقات کرد. دو سال بعد، آن دو از شرق هالیوود، جایی که بوکوفسکی بیش از همه در آنجا زندگی کرد، به بندر «سن پدرو» و جنوب شهر لس‌آنجلس رفتند. بوکوفسکی و بِیلی در سال ۱۹۸۵ ازدواج کردند. از لیندا لی بِیلی با نام سارا در رمانهای زنان و هالیوود بوکوفسکی نام برده شده‌است.

## مرگ
بوکوفسکی در ۹ مارس ۱۹۹۴ در سن پدروی کالیفرنیا در سن ۷۳ سالگی، اندکی بعد از تمام کردن آخرین رمانش عامه‌پسند، از بیماری سرطان خون درگذشت. راهبان بودایی او را به خاک سپردند. بر روی سنگ قبر او این عبارت نوشته شده‌است: «Don't Try» (نکوش) 
به قول «لیندا لی بوکوفسکی» منظور از سنگ‌نوشته‌ی قبر شوهرش چیزی شبیه به این گفته است: «اگر شما همه‌ی وقتتان را صرف کوشیدن کنید، آنگاه همه‌ی آنچه انجام داده‌اید کوشیدن بوده، پس نکوشید و فقط انجامش دهید.»

## آثار
از بوکوفسکی، شش رمان و تعداد زیادی داستان کوتاه به چاپ رسیده‌است:
- پُستخانه (۱۹۷۱)
- درباره گربه‌ها(۲۰۰۵)، ترجمه محمد رشیدی اقدم، نشر سرای نویسندگی، گروه فرهنگی هنری سندرم نویسندگی
- درباره نوشتن(۲۰۰۵)، ترجمه محمد رشیدی اقدم، نشر سرای نویسندگی، گروه فرهنگی هنری سندرم نویسندگی
- هزارپیشه (۱۹۷۵)
- زن‌ها (۱۹۷۸)
- ساندویچ ژامبون (۱۹۸۲)
- موسیقی آب گرم
- هالیوود (۱۹۸۹)
- عامه‌پسند (بوکوفسکی)[۲](پالپ) (۱۹۹۴)

- دیوانه ها همیشه دوستم داشتند (۱۹۸۳)

برخی از مجموعه‌های داستانی و اشعار او از این قرارند:
- از چند قدمی یک تیمارستان، مجموعه اشعار| ترجمه:(سپیده خداکرمی) | انتشارات مانیا هنر
- نعوظ‌ها، انزال‌ها، نمایشگاه‌ها و قصه‌های عمومی جنون معمولی (۱۹۷۲)
- زیباترین زن شهر (۱۹۸۳)
- داستان‌های جنون معمولی (۱۹۸۳)
- عشق سگی‌ست از جهنم (مجموعه شعر ۱۹۷۷)